# Huchang (köpinghuvudort i Kina, Hubei Sheng, lat 30,38, long 113,30)
Huchang (kinesiska: 胡场, 胡场镇) är en köpinghuvudort i Kina. Den ligger i provinsen Hubei, i den centrala delen av landet, omkring 97 kilometer väster om provinshuvudstaden Wuhan. Antalet invånare är 54 476. Befolkningen består av 25 862 kvinnor och 28 614 män. Barn under 15 år utgör 17,0 %, vuxna 15-64 år 69 %, och äldre över 65 år 12,0 %.
Runt Huchang är det tätbefolkat, med 613 invånare per kvadratkilometer. Närmaste större samhälle är Xiantao, 13,6 km öster om Huchang. Trakten runt Huchang består till största delen av jordbruksmark.
Genomsnittlig årsnederbörd är 1 462 millimeter. Den regnigaste månaden är maj, med i genomsnitt 197 mm nederbörd, och den torraste är december, med 25 mm nederbörd.